# Ludwig Emil
Ludwig Emil (Budapest, 1952. október 17. – 2022. április 16.) magyar újságíró.

## Életpályája
Szülei Ludwig Emil és Berta Ilona voltak.
1982-1992 között művelődéstörténeti, helytörténeti írásokat, 1992 után főként politikai publikációkat közölt. 1995-1998 között a Magyar Fórum főszerkesztőjeként dolgozott. 1998-2000 között a Napi Magyarország vezető szerkesztője volt. 2000 után a Magyar Nemzet lapszerkesztője és a Maláta című havi folyóirat szerkesztője volt.

## Magánélete
1972-ben házasságot kötött Király Zsuzsannával. Két gyermekük született; Orsolya (1977) és Márton (1980).

## Művei
- Felvidéki műemlékkalauz (2000)
- Felvidéki műemlékkalauz; 2. jav. kiad.; Maecenas, Bp., 2003
- Szigliget. Képek és históriák / Bilder und Geschichten; német szöveg Hajdú Kinga; Helikon, Bp., 2005
- Badacsonytördemic-Lábdihegy öröksége. Herczeg Ferenc emlékezete; Badacsonytördemic Községért Alapítvány, Badacsonytördemic-Lábdihegy, 2009
- A Balaton-felvidék évszázadai. Műemlék templomok, kolostorok, várak, kastélyok és parasztházak; Anno, Bp., 2009